# Jekatierina Makarowa
Jekatierina Walerjewna Makarowa, ros. Екатери́на Вале́рьевна Мака́рова (ur. 7 czerwca 1988 w Moskwie) – rosyjska tenisistka, złota medalistka igrzysk olimpijskich z Rio de Janeiro (2016) w grze podwójnej, mistrzyni French Open 2013, US Open 2014 i Wimbledonu 2017 w grze podwójnej kobiet oraz US Open 2012 w grze mieszanej. Od 11 czerwca do 15 lipca 2018 liderka deblowego rankingu tenisistek.

## Przebieg kariery
W latach 2004–2007 wygrała dwa turnieje ITF: w Antalyi, pokonując w finale Katerynę Awdijenko, oraz w Târgu Mureș, wygrywając w decydującym meczu z Simoną Matei.
W 2007 roku zwyciężyła w turnieju ITF w Moskwie wygrywając w finale z Jewgieniją Rodiną. Wygrane kwalifikacje umożliwiły jej występ w turnieju głównym US Open. Osiągnęła tam trzecią rundę, w drugiej pokonując rozstawioną Ai Sugiyamę. Przegrała z numerem jeden turnieju i światowego rankingu Justine Henin.
Podczas Australian Open w 2008 roku doszła do trzeciej rundy, po drodze wygrywając m.in. z Ágnes Szávay, rozstawioną z numerem 20. We wspomnianej trzeciej rundzie uległa Nadieżdzie Pietrowej. W turnieju w Eastbourne, po przejściu kwalifikacji, osiągnęła ćwierćfinał, po drodze wygrywając m.in. z rozstawioną z numerem trzecim Wierą Zwonariową.
W 2010 roku zwyciężyła w grze pojedynczej w Eastbourne, wygrywając w finale z Wiktoryją Azaranką. Następny singlowy triumf zanotowała w Pattayi w 2014 roku, kiedy pokonała w meczu mistrzowskim Karolínę Plíškovą. Kolejne zwycięstwo osiągnęła w Waszyngtonie w 2017 roku, a jej przeciwniczką była Julia Görges. Oprócz tego, w 2009 roku osiągnęła dwa finały singlowe: w Fezie oraz w Estoril.
W karierze zwyciężyła w piętnastu turniejach deblowych, w tym podczas wielkoszlemowych French Open 2013, US Open 2014 i Wimbledonu 2017. Została także mistrzynią olimpijską z Rio de Janeiro (2016). Dodatkowo 21-krotnie osiągała finały zawodów gry podwójnej, w tym podczas wielkoszlemowego Australian Open w 2014 i 2018 roku, Wimbledonu w 2015 roku i French Open w 2016 roku.
W 2010 roku osiągnęła finał rywalizacji mikstowej podczas zawodów wielkoszlemowych w Melbourne. W 2012 roku odniosła triumf w tej konkurencji w turnieju w Nowym Jorku.

## Historia występów wielkoszlemowych
Legenda
     W, wygrany turniej
     F, przegrana w finale
     SF, przegrana w półfinale
     QF, przegrana w ćwierćfinale
     xR, przegrana w x rundzie
     Qx, przegrana w x rundzie eliminacji
     A, brak startu

### Występy w grze pojedynczej
| Australian Open        | A | A   | A   | A   | A   | 3R | 2R | 2R | 4R | QF | QF | 4R | SF | 4R | 4R | 1R | 1R  | 0 / 12 | 29 – 12 |  |  |  |  |  |  |  |
| French Open            | A | A   | A   | A   | Q2  | 2R | 1R | 1R | 4R | 1R | 1R | 3R | 4R | 2R | 2R | 2R | A   | 0 / 11 | 12 – 11 |  |  |  |  |  |  |  |
| Wimbledon              | A | A   | A   | A   | Q3  | 1R | 2R | 2R | 1R | 2R | 3R | QF | 2R | 4R | 2R | 4R | A   | 0 / 11 | 17 – 11 |  |  |  |  |  |  |  |
| US Open                | A | A   | Q2  | A   | 3R  | 3R | 1R | 1R | 1R | 3R | QF | SF | 4R | 1R | 3R | 3R | A   | 0 / 12 | 22 – 12 |  |  |  |  |  |  |  |
|                        |   |     |     |     |     |    |    |    |    |    |    |    |    |    |    |    |     |        |         |  |  |  |  |  |  |  |
| Ranking na koniec roku | – | 381 | 258 | 264 | 108 | 48 | 60 | 50 | 52 | 20 | 24 | 12 | 23 | 30 | 33 | 59 | 988 | 0 / 46 | 80 – 46 |  |  |  |  |  |  |  |

### Występy w grze podwójnej
| Australian Open        | A   | A   | A   | A   | A   | A  | 2R | 2R | 1R | QF | SF | F  | QF | A  | QF | F  | 2R | 0 / 10 | 26 – 10  |  |  |  |  |  |  |  |  |
| French Open            | A   | A   | A   | A   | A   | 2R | 2R | 2R | 1R | QF | W  | 2R | SF | F  | QF | 1R | A  | 1 / 11 | 25 – 10  |  |  |  |  |  |  |  |  |
| Wimbledon              | A   | A   | A   | A   | A   | QF | QF | 2R | 3R | QF | 3R | 3R | F  | QF | W  | 2R | A  | 1 / 11 | 31 – 10  |  |  |  |  |  |  |  |  |
| US Open                | A   | A   | A   | A   | A   | 2R | SF | 2R | 3R | 3R | QF | W  | A  | SF | 3R | QF | A  | 1 / 10 | 28 – 9   |  |  |  |  |  |  |  |  |
|                        |     |     |     |     |     |    |    |    |    |    |    |    |    |    |    |    |    |        |          |  |  |  |  |  |  |  |  |
| Ranking na koniec roku | 766 | 448 | 248 | 140 | 151 | 62 | 20 | 72 | 57 | 11 | 7  | 7  | 10 | 8  | 3  | 6  | 76 | 3 / 42 | 110 – 39 |  |  |  |  |  |  |  |  |

### Występy w grze mieszanej
| Australian Open | A | A | A | A | A | A | A  | F  | A  | A  | A | A | A | A | A  | SF | 1R | 0 / 3  | 6 – 3   |  |  |  |  |  |  |  |  |
| French Open     | A | A | A | A | A | A | A  | 1R | QF | A  | A | A | A | A | A  | A  | A  | 0 / 2  | 2 – 2   |  |  |  |  |  |  |  |  |
| Wimbledon       | A | A | A | A | A | A | 1R | 2R | 1R | 2R | A | A | A | A | 3R | QF | A  | 0 / 6  | 4 – 5   |  |  |  |  |  |  |  |  |
| US Open         | A | A | A | A | A | A | A  | A  | A  | W  | A | A | A | A | A  | A  | A  | 1 / 1  | 5 – 0   |  |  |  |  |  |  |  |  |
|                 |   |   |   |   |   |   |    |    |    |    |   |   |   |   |    |    |    |        |         |  |  |  |  |  |  |  |  |
|                 |   |   |   |   |   |   |    |    |    |    |   |   |   |   |    |    |    | 1 / 12 | 17 – 10 |  |  |  |  |  |  |  |  |

## Finały turniejów WTA
| Legenda                     | Legenda |
| --------------------------- | ------- |
| Wielki Szlem                |         |
| Igrzyska olimpijskie        |         |
| WTA Tour Championships      |         |
| 1988 – 2008                 |         |
| Kategoria I                 |         |
| Kategoria II                |         |
| Kategoria III               |         |
| Kategoria IV                |         |
| Kategoria V                 |         |
| 2009 – 2020                 |         |
| WTA Premier Mandatory       |         |
| WTA Premier 5               |         |
| WTA Premier                 |         |
| WTA International Series    |         |
| WTA 125K series (2012–2020) |         |

### Gra pojedyncza 5 (3–2)
| Końcowy wynik | Nr | Data            | Turniej    | Nawierzchnia | Przeciwniczka           | Wynik finału     |
| ------------- | -- | --------------- | ---------- | ------------ | ----------------------- | ---------------- |
| Finalistka    | 1. | 2 maja 2009     | Fez        | Ceglana      | Anabel Medina Garrigues | 0:6, 1:6         |
| Finalistka    | 2. | 9 maja 2009     | Estoril    | Ceglana      | Yanina Wickmayer        | 5:7, 2:6         |
| Zwyciężczyni  | 1. | 19 czerwca 2010 | Eastbourne | Trawiasta    | Wiktoryja Azaranka      | 7:6(5), 6:4      |
| Zwyciężczyni  | 2. | 2 lutego 2014   | Pattaya    | Twarda       | Karolína Plíšková       | 6:3, 7:6(7)      |
| Zwyciężczyni  | 3. | 6 sierpnia 2017 | Waszyngton | Twarda       | Julia Görges            | 3:6, 7:6(2), 6:0 |

### Gra podwójna 36 (15–21)
| Końcowy wynik | Nr  | Data                 | Turniej         | Nawierzchnia  | Partnerka           | Przeciwniczki                                  | Wynik finału      |
| ------------- | --- | -------------------- | --------------- | ------------- | ------------------- | ---------------------------------------------- | ----------------- |
| Finalistka    | 1.  | 4 maja 2008          | Fez             | Ceglana       | Alisa Klejbanowa    | Sorana Cîrstea Marija Kirilenko                | 2:6, 2:6          |
| Finalistka    | 2.  | 27 lipca 2008        | Portorož        | Twarda        | Wiera Duszewina     | Anabel Medina Garrigues Virginia Ruano Pascual | 4:6, 1:6          |
| Zwyciężczyni  | 1.  | 2 maja 2009          | Fez             | Ceglana       | Alisa Klejbanowa    | Sorana Cîrstea Anastasija Pawluczenkowa        | 6:3, 2:6, 10–8    |
| Finalistka    | 3.  | 10 października 2009 | Pekin           | Twarda        | Ałła Kudriawcewa    | Hsieh Su-wei Peng Shuai                        | 3:6, 1:6          |
| Finalistka    | 4.  | 13 lutego 2011       | Paryż           | Twarda (hala) | Wiera Duszewina     | Bethanie Mattek-Sands Meghann Shaughnessy      | 4:6, 2:6          |
| Finalistka    | 5.  | 25 października 2011 | Luksemburg      | Twarda (hala) | Lucie Hradecká      | Iveta Benešová Barbora Záhlavová-Strýcová      | 5:7, 3:6          |
| Finalistka    | 6.  | 13 maja 2012         | Madryt          | Ceglana       | Jelena Wiesnina     | Sara Errani Roberta Vinci                      | 1:6, 6:3, 4–10    |
| Finalistka    | 7.  | 20 maja 2012         | Rzym            | Ceglana       | Jelena Wiesnina     | Sara Errani Roberta Vinci                      | 2:6, 5:7          |
| Zwyciężczyni  | 2.  | 6 października 2012  | Pekin           | Twarda        | Jelena Wiesnina     | Nuria Llagostera Vives Sania Mirza             | 7:5, 7:5          |
| Zwyciężczyni  | 3.  | 21 października 2012 | Moskwa          | Twarda (hala) | Jelena Wiesnina     | Marija Kirilenko Nadieżda Pietrowa             | 6:3, 1:6, 10–8    |
| Zwyciężczyni  | 4.  | 17 marca 2013        | Indian Wells    | Twarda        | Jelena Wiesnina     | Nadieżda Pietrowa Katarina Srebotnik           | 6:0, 5:7, 10–6    |
| Zwyciężczyni  | 5.  | 9 czerwca 2013       | French Open     | Ceglana       | Jelena Wiesnina     | Sara Errani Roberta Vinci                      | 7:5, 6:2          |
| Finalistka    | 8.  | 27 października 2013 | Stambuł         | Twarda (hala) | Jelena Wiesnina     | Hsieh Su-wei Peng Shuai                        | 4:6, 5:7          |
| Finalistka    | 9.  | 24 stycznia 2014     | Australian Open | Twarda        | Jelena Wiesnina     | Sara Errani Roberta Vinci                      | 4:6, 6:3, 5:7     |
| Finalistka    | 10. | 30 marca 2014        | Miami           | Twarda        | Jelena Wiesnina     | Martina Hingis Sabine Lisicki                  | 6:4, 4:6, 5–10    |
| Zwyciężczyni  | 6.  | 6 września 2014      | US Open         | Twarda        | Jelena Wiesnina     | Martina Hingis Flavia Pennetta                 | 2:6, 6:3, 6:2     |
| Finalistka    | 11. | 21 marca 2015        | Indian Wells    | Twarda        | Jelena Wiesnina     | Martina Hingis Sania Mirza                     | 3:6, 4:6          |
| Finalistka    | 12. | 5 kwietnia 2015      | Miami           | Twarda        | Jelena Wiesnina     | Martina Hingis Sania Mirza                     | 5:7, 1:6          |
| Finalistka    | 13. | 12 lipca 2015        | Wimbledon       | Trawiasta     | Jelena Wiesnina     | Martina Hingis Sania Mirza                     | 7:5, 6:7(4), 5:7  |
| Finalistka    | 14. | 15 maja 2016         | Rzym            | Ceglana       | Jelena Wiesnina     | Martina Hingis Sania Mirza                     | 1:6, 7:6(5), 3–10 |
| Finalistka    | 15. | 5 czerwca 2016       | French Open     | Ceglana       | Jelena Wiesnina     | Caroline Garcia Kristina Mladenovic            | 3:6, 6:2, 4:6     |
| Zwyciężczyni  | 7.  | 31 lipca 2016        | Montreal        | Twarda        | Jelena Wiesnina     | Simona Halep Monica Niculescu                  | 6:3, 7:6(5)       |
| Zwyciężczyni  | 8.  | 14 sierpnia 2016     | Rio de Janeiro  | Twarda        | Jelena Wiesnina     | Timea Bacsinszky Martina Hingis                | 6:4, 6:4          |
| Zwyciężczyni  | 9.  | 30 października 2016 | Singapur        | Twarda (hala) | Jelena Wiesnina     | Bethanie Mattek-Sands Lucie Šafářová           | 7:6(5), 6:3       |
| Finalistka    | 16. | 7 stycznia 2017      | Brisbane        | Twarda        | Jelena Wiesnina     | Bethanie Mattek-Sands Sania Mirza              | 2:6, 3:6          |
| Zwyciężczyni  | 10. | 25 lutego 2017       | Dubaj           | Twarda        | Jelena Wiesnina     | Andrea Hlaváčková Peng Shuai                   | 6:2, 4:6, 10–7    |
| Finalistka    | 17. | 21 maja 2017         | Rzym            | Ceglana       | Jelena Wiesnina     | Chan Yung-jan Martina Hingis                   | 5:7, 6:7(4)       |
| Zwyciężczyni  | 11. | 15 lipca 2017        | Wimbledon       | Trawiasta     | Jelena Wiesnina     | Chan Hao-ching Monica Niculescu                | 6:0, 6:0          |
| Zwyciężczyni  | 12. | 13 sierpnia 2017     | Toronto         | Twarda        | Jelena Wiesnina     | Anna-Lena Grönefeld Květa Peschke              | 6:0, 6:4          |
| Finalistka    | 18. | 26 stycznia 2018     | Australian Open | Twarda        | Jelena Wiesnina     | Tímea Babos Kristina Mladenovic                | 4:6, 3:6          |
| Finalistka    | 19. | 17 marca 2018        | Indian Wells    | Twarda        | Jelena Wiesnina     | Hsieh Su-wei Barbora Strýcová                  | 4:6, 4:6          |
| Zwyciężczyni  | 13. | 12 maja 2018         | Madryt          | Ceglana       | Jelena Wiesnina     | Tímea Babos Kristina Mladenovic                | 2:6, 6:4, 10–8    |
| Finalistka    | 20. | 12 sierpnia 2018     | Montreal        | Twarda        | Latisha Chan        | Ashleigh Barty Demi Schuurs                    | 6:4, 3:6, 8–10    |
| Zwyciężczyni  | 14. | 18 sierpnia 2018     | Cincinnati      | Twarda        | Lucie Hradecká      | Elise Mertens Demi Schuurs                     | 6:2, 7:5          |
| Zwyciężczyni  | 15. | 3 lutego 2019        | Petersburg      | Twarda (hala) | Margarita Gasparian | Anna Kalinska Viktória Kužmová                 | 7:5, 7:5          |
| Finalistka    | 21. | 23 lutego 2019       | Dubaj           | Twarda        | Lucie Hradecká      | Hsieh Su-wei Barbora Strýcová                  | 4:6, 4:6          |

### Gra mieszana 2 (1–1)
| Końcowy wynik | Nr | Data             | Turniej         | Nawierzchnia | Partner           | Przeciwnicy                    | Wynik finału       |
| ------------- | -- | ---------------- | --------------- | ------------ | ----------------- | ------------------------------ | ------------------ |
| Finalistka    | 1. | 31 stycznia 2010 | Australian Open | Twarda       | Jaroslav Levinský | Cara Black Leander Paes        | 5:7, 3:6           |
| Zwyciężczyni  | 1. | 6 września 2012  | US Open         | Twarda       | Bruno Soares      | Květa Peschke Marcin Matkowski | 6:7(8), 6:1, 12–10 |

## Występy w Turnieju Mistrzyń

### W grze podwójnej
| Rok  | Rezultat    | Partnerka       | Przeciwniczki                         | Wynik                                 |
| 2013 | Finał       | Jelena Wiesnina | Hsieh Su-wei Peng Shuai               | 4:6, 5:7                              |
| 2014 | Ćwierćfinał | Jelena Wiesnina | Ałła Kudriawcewa Anastasija Rodionowa | 6:4, 2:6, 6–10                        |
| 2016 | Zwycięstwo  | Jelena Wiesnina | Bethanie Mattek-Sands Lucie Šafářová  | 7:6(5), 6:3                           |
| 2017 | Półfinał    | Jelena Wiesnina | Kiki Bertens Johanna Larsson          | 4:6, 3:6                              |
| 2018 | wycofanie   | Jelena Wiesnina | nie wystąpiły z powodu ciąży Wiesniny | nie wystąpiły z powodu ciąży Wiesniny |

## Występy w Turnieju WTA Tournament of Champions

### W grze pojedynczej
| Rok  | Rezultat     | Przeciwniczka                 | Wynik             |
| 2014 | Faza grupowa | Alizé Cornet Garbiñe Muguruza | 1:6, 4:6 2:6, 1:6 |

## Występy w igrzyskach olimpijskich

### Gra pojedyncza
| Runda                                                                          | Przeciwniczka              | Wynik            |  |
| ------------------------------------------------------------------------------ | -------------------------- | ---------------- |  |
|                                                                                |                            |                  |  |
| Letnie Igrzyska Olimpijskie w Rio de Janeiro 2016, reprezentując państwo Rosja |                            |                  |  |
| I runda                                                                        | Turcja: Çağla Büyükakçay   | 3:6, 6:0, 7:6(6) |  |
| II runda                                                                       | Słowacja: Anna Schmiedlová | 3:6, 6:4, 6:2    |  |
| III runda                                                                      | Czechy: Petra Kvitová [11] | 6:4, 4:6, 4:6    |  |

### Gra podwójna
| Runda                                                                          | Partnerka           | Przeciwniczki                                          | Wynik       |
| ------------------------------------------------------------------------------ | ------------------- | ------------------------------------------------------ | ----------- |
|                                                                                |                     |                                                        |             |
| Letnie Igrzyska Olimpijskie w Londynie 2012, reprezentując państwo Rosja       |                     |                                                        |             |
| I runda                                                                        | Jelena Wiesnina [6] | Australia: Jarmila Gajdošová / Anastasija Rodionowa    | 6:1, 6:4    |
| II runda                                                                       | Jelena Wiesnina [6] | Niemcy: Julia Görges / Anna-Lena Grönefeld             | 6:2, 6:1    |
| Ćwierćfinał                                                                    | Jelena Wiesnina [6] | Stany Zjednoczone: Liezel Huber / Lisa Raymond [1]     | 3:6, 3:6    |
|                                                                                |                     |                                                        |             |
| Letnie Igrzyska Olimpijskie w Rio de Janeiro 2016, reprezentując państwo Rosja |                     |                                                        |             |
| I runda                                                                        | Jelena Wiesnina [7] | Australia: Anastasija Rodionowa / Arina Rodionowa      | 6:1, 6:2    |
| II runda                                                                       | Jelena Wiesnina [7] | Rumunia: Andreea Mitu / Raluca Olaru                   | 6:1, 6:4    |
| Ćwierćfinał                                                                    | Jelena Wiesnina [7] | Hiszpania: Garbiñe Muguruza / Carla Suárez Navarro [4] | 6:3, 6:4    |
| Półfinał                                                                       | Jelena Wiesnina [7] | Czechy: Lucie Šafářová / Barbora Strýcová              | 7:6(7), 6:4 |
| O złoty medal                                                                  | Jelena Wiesnina [7] | Szwajcaria: Timea Bacsinszky / Martina Hingis [5]      | 6:4, 6:4    |